# Apanteles peisonis
Apanteles peisonis är en stekelart som beskrevs av Fischer 1965. Apanteles peisonis ingår i släktet Apanteles och familjen bracksteklar. Inga underarter finns listade i Catalogue of Life.